# Понте-де-Сор (район)
Понти-ди-Сор (порт. Ponte de Sor) — район (фрегезия) в Португалии, входит в округ Порталегри. Является составной частью муниципалитета Понти-ди-Сор. По старому административному делению входил в провинцию Рибатежу. Входит в экономико-статистический субрегион Алту-Алентежу, который входит в Алентежу. Население составляет 8805 человек на 2001 год. Занимает площадь 170,42 км².